# Унион Эстепона
«Унион» Эстепона (исп. Unión Estepona CF) — бывший испанский футбольный клуб из города Эстепона, в провинции Малага автономном сообществе Андалусия. Домашние матчи проводил на стадионе «Франсиско Нуньес Перес», вмещающем 3 800 зрителей. В Примере и Сегунде команда никогда не выступала, лучшим результатом является 9-е место в Сегунде B в сезоне 2009/10.

## Сезоны по дивизионам
- Сегунда B — 2 сезона
- Терсера — 4 сезона
- Региональные лиги — 12 сезонов

## Достижения
- Терсера
  - Победитель: 2008/09

## Известные игроки и воспитанники
- Хуан Безарес
- Катанья
- Даниэль Ороско
- Анхель Гуирадо